# Simon Vukčević
Simon Vukčević (in kyrillisch Симон Вукчевић; * 29. Januar 1986 in Titograd) ist ein montenegrinischer ehemaliger Fußballspieler. Als Nationalspieler vertrat Vukčević in insgesamt 45 Spielen sowohl Serbien und Montenegro als auch Montenegro.

## Karriere
Vukčević begann an der FK Zabjelo Jugendakademie Fußball zu spielen und unterschrieb im Alter von 13 Jahren bei FK Partizan Belgrad, wo er bis Dezember 2005 spielte. 2005 wurde er mit Partizan Belgrad Meister. Der 18-jährige Vukčević erzielte in der Saison 2004/05 die besten zehn Tore seiner Karriere und half seiner Mannschaft, die achte Erste Liga Serbiens und Montenegros in ihrer Geschichte und den 19. Gesamtrang zu gewinnen. Vukčević wurde in Anerkennung seiner Beliebtheit bei den Fans vergeben die Trikotnummer „eins“.
Im Januar 2006 wechselte er zu Saturn Ramenskoje. Zur Saison 2007/08 wechselte er zu Sporting Lissabon. Dort gewann er 2008 die Taça de Portugal. Im August 2011 wechselte er nach England zu den Blackburn Rovers, in der Winterpause 2012/13 in die Ukraine zu Karpaty Lwiw und im selben Jahr noch zu dem serbischen Verein FK Vojvodina Novi Sad. Von 2014 bis 2015 spielte Vukčević für Levadiakos und erzielte in 25 Spielen 2 Tore. Die folgende Saison stand er bei Enosis Neon Paralimni unter Vertrag, wo ihm ein Treffer bei 15 Einsätzen gelang. Die Saison 2016–2017 spielte er für GD Chaves, blieb jedoch bei allen seinen 11 Spielen torlos. Im Februar 2018 wechselte er zu |FK Budućnost Podgorica, blieb hier aber nur bis zum Dezember.
Am 30. März 2018 gab der 32-jährige Vukčević seinen Rücktritt bekannt.

### Nationalspieler
Vukčević absolvierte von 2004 bis 2007 einige Spiele für die serbisch-montenegrinische Fußballnationalmannschaft und für die U-21 und die u-23, dabei erzielte er drei Tore in fünfzehn Spielen.
Nachdem sich Montenegro im Juni 2006 von Serbien und Montenegro getrennt hatte, entschied sich Vukčević, die neu geschaffene Nation zu vertreten. Er debütierte am 24. März 2007 in einer 2-1-Niederlage Ungarns. Er erzielte das erste von zwei internationalen Toren am 20. August des folgenden Jahres. Vukčević spielte insgesamt 45 Länderspiele mit der montenegrinischen Fußballnationalmannschaft.

## Erfolge, Titel
Mit seinen Vereinen
- Portugiesischer Pokalsieger: 2008
- Portugiesischer Supercupsieger: 2007, 2008

 Auszeichnungen 
- Bester Spieler der Saison: 2007/08 (gewählt von den Trainern)
- Größtes Talent der portugiesischen Liga: 2007/08